# Peter Palshøj (generalsekretær)
 For alternative betydninger, se Peter Palshøj. (Se også artikler, som begynder med Peter Palshøj)
Peter Koch Palshøj er generalsekretær for SAMAK siden 2000. I 1993 blev han generalsekretær for Arbejdernes Internationale Forum og sad fra 1997 også i bestyrelsen for Max Havelaar Fonden og Dansk Flygtningehjælp.